# J. K. Simmons
Jonathan Kimble "J. K." Simmons (n. 9 ianuarie 1955) este un actor american, laureat al premiului Oscar, BAFTA și Globul de Aur pentru cel mai bun actor în rol secundar pentru filmul Whiplash. El mai este cunoscut și pentru rolul Dr. Emil Skoda din serialul Law & Order și neo-nazistul Vernon Schillinger din serialul Oz.

## Filmografie

### Teatru
| An   | Titlu                      | Rol                        | Loc                     | Ref.  |
| ---- | -------------------------- | -------------------------- | ----------------------- | ----- |
| 1987 | Birds of Paradise          | Andy                       |                         | [ 8 ] |
| 1990 | A Change in the Heir       | Edwin                      | Edison Theatre          | [ 8 ] |
| 1991 | Peter Pan                  | Captain Hook / Mr. Darling | Minskoff Theatre        | [ 8 ] |
| 1992 | Guys and Dolls             | Benny Southstreet          | Martin Beck Theatre     | [ 8 ] |
| 1993 | Laughter on the 23rd Floor | Brian                      | Richard Rodgers Theatre | [ 8 ] |
| 1994 | Das Barbecii               | Diverse personaje          |                         | [ 8 ] |

### Televiziune
| An              | Titlu                                      | Rol                                                | Note                                                        |
| --------------- | ------------------------------------------ | -------------------------------------------------- | ----------------------------------------------------------- |
| 1986            | Popeye Doyle                               | Patrolman in Park                                  | Movie                                                       |
| 1994            | Law & Order                                | Jerry Luppin                                       | Episode: "Sanctuary"                                        |
| 1995            | New York News                              |                                                    | Episode: "Welcome Back Cotter"                              |
| 1995            | The Adventures of Pete & Pete              | Barber Dan                                         | Episode: "Saturday"                                         |
| 1996            | Homicide: Life on the Street               | Col. Alexander Rausch                              | Episode: "For God and Country"                              |
| 1996            | Swift Justice                              | Mel Turman                                         | Episode: "Stones"                                           |
| 1996, 1998      | New York Undercover                        | Sgt. Treadway / Dr. Emil Skoda                     | 2 episodes                                                  |
| 1997            | Face Down                                  | Herb Aames                                         | Movie                                                       |
| 1997            | Spin City                                  | Kevin Travis                                       | Episode: "Hot in the City"                                  |
| 1997–2003       | Oz                                         | Vernon Schillinger                                 | 56 episodes                                                 |
| 1997–2010       | Law & Order                                | Dr. Emil Skoda                                     | 45 episodes                                                 |
| 1998            | Remember WENN                              | Captain Amazon                                     | Episode: "All's Noisy on the Pittsburgh Front"              |
| 1999            | Saturday Night Live                        | Vernon Schillinger                                 | Episode: "Jerry Seinfeld/David Bowie"                       |
| 2000            | Third Watch                                | Frank Hagonon                                      | Episode: "Demolition Derby"                                 |
| 2000–2001       | Law & Order: Special Victims Unit          | Dr. Emil Skoda                                     | 6 episodes                                                  |
| 2002            | Path to War                                | CIA Briefer                                        | Movie                                                       |
| 2002            | Law & Order: Criminal Intent               | Dr. Emil Skoda                                     | Episode: "Crazy"                                            |
| 2002            | Homeward Bound                             | Jim Ashton                                         | Pilot                                                       |
| 2003            | John Doe                                   | Lucas Doya                                         | Episode: "The Rising"                                       |
| 2003            | Everwood                                   | Phil Drebbles                                      | Episode: "Burden of Truth"                                  |
| 2004            | 3: The Dale Earnhardt Story                | Ralph Earnhardt                                    | Movie                                                       |
| 2004            | ER                                         | Gus Loomer                                         | Episode: "Impulse Control"                                  |
| 2004            | The D.A.                                   | Dep. Dist. Atty. Joe Carter                        | 2 episodes                                                  |
| 2004            | Without a Trace                            | Mark Wilson                                        | Episode: "Two Families"                                     |
| 2004            | The Jury                                   | Ron Stalsukilis                                    | Episode: "Last Rites"                                       |
| 2004            | Nip/Tuck                                   | Ike Connors                                        | Episode: "Kimber Henry"                                     |
| 2004–2006       | Justice League Unlimited                   | General Wade Eiling (voice)                        | 5 episodes                                                  |
| 2005            | Arrested Development                       | General Anderson                                   | Episode: "Switch Hitter"                                    |
| 2005            | Jack & Bobby                               | Cyrus Miller                                       | Episode: "Running Scared"                                   |
| 2005            | Numb3rs                                    | Dr. Clarence Weaver                                | Episode: "Vector"                                           |
| 2005–2012       | The Closer                                 | Assistant Chief Will Pope                          | Main role                                                   |
| 2006            | The West Wing                              | Harry Ravitch                                      | Episode: "Duck and Cover"                                   |
| 2006–2007       | The Simpsons                               | Tabloid Editor (voice)                             | 2 episodes                                                  |
| 2007            | Bury My Heart at Wounded Knee              | James McLaughlin                                   | Movie                                                       |
| 2007            | Queens Supreme                             | Ernest Fingerman                                   | Episode: "Let's Make a Deal"                                |
| 2007            | Kim Possible                               | Martin Smarty (voice)                              | 3 episodes                                                  |
| 2007–2011       | American Dad!                              | Judge / McCreary (voices)                          | 3 episodes                                                  |
| 2008, 2014–2015 | Phineas and Ferb                           | J.B. / Napoleon (voices)                           | 3 episodes                                                  |
| 2008            | Ben 10: Alien Force                        | Magister Ghilhil (voice)                           | Episode: "Darkstar Rising"                                  |
| 2009-2010       | The Marvelous Misadventures of Flapjack    | Poseidon / Captain (voices)                        | 5 episodes                                                  |
| 2009–2010       | Party Down                                 | Leonard Stiltskin                                  | 2 episodes                                                  |
| 2010            | The Life & Times of Tim                    | O'Flaherty Sr. (voice)                             | Episode: "Stu is Good at Something"                         |
| 2010            | Batman: The Brave and the Bold             | Evil Star (voice)                                  | Episode: "Revenge of the Reach!"                            |
| 2010            | Ben 10: Ultimate Alien                     | Magister Ghilhil (voice)                           | Episode: "Escape From Aggregor"                             |
| 2010–2013       | Generator Rex                              | White Knight (voice)                               | 34 episodes                                                 |
| 2011            | NTSF:SD:SUV::                              | Frank Forrest                                      | Episode: "One Cabeza, Two Cabeza, Three Cabeza... DEAD!"    |
| 2011            | Raising Hope                               | Bruce Chance                                       | Episode: "The Cultish Personality"                          |
| 2011            | Desert Car Kings                           | Narrator                                           | 10 episodes                                                 |
| 2011–2013       | Pound Puppies                              | Lieutenant Rock / Mr. Withers (voices)             | 2 episodes                                                  |
| 2011–2014       | Robot Chicken                              | Frank / Master Chief / Vernon Schillinger (voices) | 2 episodes                                                  |
| 2012            | Best Friends Forever                       | Don                                                | Episode: "Put a Pin It"                                     |
| 2012            | Avengers: Earth's Mightiest Heroes         | J. Jonah Jameson (voice)                           | Episode: "Along Came a Spider"                              |
| 2012            | The Venture Bros.                          | Ben (voice)                                        | Episode: "A Very Venture Halloween"                         |
| 2012–2014       | The Legend of Korra                        | Tenzin (voice)                                     | Main role                                                   |
| 2012–2015       | Ultimate Spider-Man                        | J. Jonah Jameson (voice)                           | 39 episodes                                                 |
| 2012–2014       | Men at Work                                | P. J. Jordan                                       | 5 episodes                                                  |
| 2013            | Lego Marvel Super Heroes: Maximum Overload | J. Jonah Jameson (voice)                           | Special                                                     |
| 2013            | Parks and Recreation                       | Mayor Stice                                        | Episode: "Partridge"                                        |
| 2013            | Family Tools                               | Tony Shea                                          | 10 episodes                                                 |
| 2013–2015       | Avengers Assemble                          | J. Jonah Jameson (voice)                           | 5 episodes                                                  |
| 2013–2015       | Hulk and the Agents of S.M.A.S.H.          | J. Jonah Jameson (voice)                           | 10 episodes                                                 |
| 2014            | Growing Up Fisher                          | Mel Fisher                                         | Lead role                                                   |
| 2014            | Chozen                                     | Gary Cullens (voice)                               | Episode: "Family Weekend (or How Gary Got His Groove Back)" |
| 2014–2016       | BoJack Horseman                            | Lennie Turtletaub (voice)                          | 8 episodes                                                  |
| 2015            | Saturday Night Live                        | Host                                               | Episode: "J.K. Simmons/D'Angelo"                            |
| 2015–2016       | Gravity Falls                              | Ford Pines (voice)                                 | 7 episodes                                                  |
| 2015–present    | Major Lazer                                | President Whitewall (voice)                        | Main role                                                   |
| 2015            | The Amazing World of Gumball               | Donald (voice)                                     | Uncredited Episode: "The Crew"                              |
| 2016            | Archer                                     | Detective Harris (voice)                           | 4 episodes                                                  |
| 2017            | SpongeBob SquarePants                      | Maestro Mackerel (voice)                           | Episode: "Snooze You Lose"                                  |
| 2017            | Supermansion                               | Himself (voice)                                    | Episode: "I Don't Even Have to Use My J.K."                 |
| TBA             | Counterpart                                | Howard Silk                                        | Lead role Also executive producer                           |

### Film
| An   | Titlu                                    | Rol                              | Regizor                                          | Note                | Ref.   |
| ---- | ---------------------------------------- | -------------------------------- | ------------------------------------------------ | ------------------- | ------ |
| 1994 | The Ref                                  | Siskel                           | Ted Demme                                        |                     | [ 10 ] |
| 1994 | The Scout                                | Assistant Coach                  | Michael Ritchie                                  |                     | [ 11 ] |
| 1996 | The First Wives Club                     | Federal Marshal                  | Hugh Wilson                                      |                     | [ 12 ] |
| 1996 | Extreme Measures                         | Dr. Mingus                       | Michael Apted                                    |                     | [ 13 ] |
| 1997 | Love Walked In                           | Mr. Shulman                      | Juan José Campanella                             |                     | [ 10 ] |
| 1997 | Crossing Fields                          | Guy                              |                                                  |                     | [ 14 ] |
| 1997 | The Jackal                               | FBI Agent Timothy I. Witherspoon | Michael Caton-Jones                              |                     | [ 15 ] |
| 1997 | Anastasia                                |                                  | Don Bluth & Gary Goldman                         | Ensemble and vocals | [ 16 ] |
| 1998 | Celebrity                                | Souvenir Hawker                  | Woody Allen                                      |                     | [ 17 ] |
| 1998 | Above Freezing                           | Hoyd                             |                                                  |                     | [ 18 ] |
| 1999 | Hit and Runway                           | Ray Tilman                       | Christopher Livingston                           |                     | [ 10 ] |
| 1999 | The Cider House Rules                    | Ray Kendall                      | Lasse Hallström                                  |                     | [ 19 ] |
| 1999 | For Love of the Game                     | Frank Perry                      | Sam Raimi                                        |                     | [ 20 ] |
| 1999 | I Lost My M in Vegas                     | Yellow (voice)                   |                                                  | Short film          | [ 10 ] |
| 2000 | Autumn in New York                       | Dr. Tom Grandy                   | Joan Chen                                        |                     | [ 21 ] |
| 2000 | The Gift                                 | Sheriff Pearl Johnson            | Sam Raimi                                        |                     | [ 22 ] |
| 2001 | The Mexican                              | Ted Slocum                       | Gore Verbinski                                   |                     | [ 23 ] |
| 2002 | Spider-Man                               | J. Jonah Jameson                 | Sam Raimi                                        |                     | [ 24 ] |
| 2003 | Disposal                                 | Older Hunter                     |                                                  | Short film          | [ 10 ] |
| 2003 | Off the Map                              | George                           | Campbell Scott                                   |                     | [ 21 ] |
| 2004 | Hidalgo                                  | Buffalo Bill Cody                | Joe Johnston                                     |                     | [ 25 ] |
| 2004 | The Ladykillers                          | Garth Pancake                    | Joel Coen Ethan Coen                             |                     | [ 26 ] |
| 2004 | Spider-Man 2                             | J. Jonah Jameson                 | Sam Raimi                                        |                     | [ 27 ] |
| 2005 | Thank You for Smoking                    | B. R.                            | Jason Reitman                                    |                     | [ 28 ] |
| 2005 | Pom Poko                                 | Seizaemon                        | Isao Takahata                                    | English dub         | [ 29 ] |
| 2005 | Harsh Times                              | Agent Richards                   | David Ayer                                       |                     | [ 30 ] |
| 2006 | First Snow                               | Vacaro                           | Mark Fergus                                      |                     | [ 28 ] |
| 2006 | The Astronaut Farmer                     | Jacobson                         | Michael Polish                                   |                     | [ 31 ] |
| 2007 | Spider-Man 3                             | J. Jonah Jameson                 | Sam Raimi                                        |                     | [ 32 ] |
| 2007 | Postal                                   | Candidate Welles                 | Uwe Boll                                         |                     | [ 33 ] |
| 2007 | Juno                                     | Mac MacGuff                      | Jason Reitman                                    |                     | [ 34 ] |
| 2007 | Rendition                                | Lee Mayer                        | Gavin Hood                                       |                     | [ 35 ] |
| 2008 | Burn After Reading                       | CIA Superior                     | Joel Coen Ethan Coen                             |                     | [ 36 ] |
| 2009 | The Vicious Kind                         | Donald Sinclaire                 | Lee Toland Krieger                               |                     | [ 37 ] |
| 2009 | New in Town                              | Stu Kopenhafer                   | Jonas Elmer                                      |                     | [ 38 ] |
| 2009 | The Way of War                           | Sergeant Mitchell                | John Carter                                      |                     | [ 37 ] |
| 2009 | Red Sands                                | Lt. Col. Arson                   | Alex Turner                                      |                     | [ 37 ] |
| 2009 | I Love You, Man                          | Oswald Klaven                    | John Hamburg                                     |                     | [ 39 ] |
| 2009 | Aliens in the Attic                      | Skip                             | John Schultz                                     | Voice               | [ 40 ] |
| 2009 | Post Grad                                | Roy Davies                       | Vicky Jenson                                     |                     | [ 41 ] |
| 2009 | Extract                                  | Brian                            | Mike Judge                                       |                     | [ 42 ] |
| 2009 | Up in the Air                            | Bob                              | Jason Reitman                                    |                     | [ 43 ] |
| 2009 | Jennifer's Body                          | Mr. Wroblewski                   | Karyn Kusama                                     |                     | [ 44 ] |
| 2010 | 4192: The Crowning of the Hit King       | Narrator                         | Terry Lukemire                                   | Documentary         | [ 45 ] |
| 2010 | Crazy on the Outside                     | Ed                               | Tim Allen                                        |                     | [ 46 ] |
| 2010 | An Invisible Sign                        | Mr. Jones                        | Marilyn Agrelo                                   |                     | [ 47 ] |
| 2010 | A Beginner's Guide to Endings            | Uncle Pal                        | Jonathan Sobol                                   |                     | [ 48 ] |
| 2010 | Megamind                                 | Warden                           | Tom McGrath                                      | Voice               | [ 49 ] |
| 2010 | Cats & Dogs: The Revenge of Kitty Galore | Gruff K-9 (voice)                | Brad Peyton                                      |                     | [ 50 ] |
| 2010 | True Grit                                | Lawyer J. Noble Daggett          | Joel Coen Ethan Coen                             | Uncredited voice    |        |
| 2011 | The Music Never Stopped                  | Henry Sawyer                     | Jim Kohlberg                                     |                     | [ 51 ] |
| 2011 | The Good Doctor                          | Detective Krauss                 | Lance Daly                                       |                     | [ 52 ] |
| 2011 | Blackstone                               | Detective Burke                  |                                                  | Short film          | [ 10 ] |
| 2011 | Young Adult                              | Mavis' Publisher                 | Jason Reitman                                    | Uncredited voice    | [ 53 ] |
| 2012 | The Words                                | Mr. Jansen                       | Brian Klugman & Lee Sternthal                    |                     | [ 54 ] |
| 2012 | Contraband                               | Captain Redmond Camp             | Baltasar Kormákur                                |                     | [ 55 ] |
| 2013 | Whiplash                                 | Terence Fletcher (Band Teacher)  | Damien Chazelle                                  | Short film          | [ 56 ] |
| 2013 | 3 Geezers!                               | J Kimball                        | Michelle Schumacher                              |                     | [ 57 ] |
| 2013 | Jobs                                     | Arthur Rock                      | Joshua Michael Stern                             |                     | [ 58 ] |
| 2013 | Labor Day                                | Mr. Jervis                       | Jason Reitman                                    |                     | [ 59 ] |
| 2013 | Dark Skies                               | Edwin Pollard                    | Scott Stewart                                    |                     | [ 60 ] |
| 2013 | The Heeler                               | Roscoe                           |                                                  | Short film          | [ 59 ] |
| 2013 | The Magic Bracelet                       | The Shaman                       |                                                  | Short film          | [ 59 ] |
| 2014 | Whiplash                                 | Terence Fletcher                 | Damien Chazelle                                  |                     | [ 61 ] |
| 2014 | Barefoot                                 | Dr. Bertleman                    | Andrew Fleming                                   |                     | [ 62 ] |
| 2014 | Break Point                              | Jack                             | Jay Karas                                        |                     | [ 63 ] |
| 2014 | The Boxcar Children                      | Dr. Moore                        | Daniel Chuba, Mark A.Z. Dippé, & Kyungho Jo      | Voice               | [ 64 ] |
| 2014 | Murder of a Cat                          | Sheriff Hoyle                    | Gillian Greene                                   |                     | [ 65 ] |
| 2014 | The Rewrite                              | Dr. Lerner                       | Marc Lawrence                                    |                     | [ 66 ] |
| 2014 | Men, Women & Children                    | Mr. Doss                         | Jason Reitman                                    |                     | [ 63 ] |
| 2014 | Ava & Lala                               | General Tiger                    |                                                  | Voice               | [ 63 ] |
| 2015 | April and the Extraordinary World        | Rodrigue                         | Christian Desmares & Franck Ekinci               | English dub         |        |
| 2015 | Terminator Genisys                       | Detective O'Brien                | Alan Taylor                                      |                     | [ 67 ] |
| 2015 | The Meddler                              | Randall Zipper                   | Lorene Scafaria                                  |                     | [ 68 ] |
| 2015 | Worlds Apart                             | Sebastian                        | Christoforos Papakaliatis                        |                     | [ 69 ] |
| 2016 | Kung Fu Panda 3                          | Kai                              | Jennifer Yuh Nelson & Alessandro Carloni         | Voice               | [ 70 ] |
| 2016 | Zootopia                                 | Mayor Leodore Lionheart          | Byron Howard, Rich Moore, & Jared Bush           | Voice               | [ 63 ] |
| 2016 | Punching Henry                           | Jay Warren                       | Gregori Viens                                    |                     | [ 63 ] |
| 2016 | Rock Dog                                 | Khampa                           | Ash Brannon                                      | Voice               | [ 63 ] |
| 2016 | La La Land                               | Bill                             | Damien Chazelle                                  |                     | [ 71 ] |
| 2016 | The Late Bloomer                         | James Newmans                    | Kevin Pollak                                     |                     | [ 72 ] |
| 2016 | The Accountant                           | Ray King                         | Gavin O'Connor                                   |                     | [ 73 ] |
| 2016 | Patriots Day                             | Sergeant Jeffrey Pugliese        | Peter Berg                                       |                     | [ 74 ] |
| 2017 | All Nighter                              | Mr. Gallo                        | Gavin Wiesen                                     |                     | [ 75 ] |
| 2017 | Renegades                                | TBA                              | Steven Quale                                     | Completed           | [ 76 ] |
| 2017 | The Snowman                              | Arve Støp                        | Tomas Alfredson                                  | In post-production  |        |
| 2017 | Justice League                           | Commissioner James Gordon        | Zack Snyder                                      | In post-production  | [ 77 ] |
| 2017 | Bastards                                 | Ronald Hunt                      | Lawrence Sher                                    | Completed           | [ 78 ] |
| 2017 | The Bachelors                            | TBA                              | Kurt Voelker                                     | In post-production  | [ 79 ] |
| 2017 | I'm Not Here                             | Steve                            | Michelle Schumacher                              | In post-production  | [ 80 ] |
| TBA  | The Black Ghiandola                      | Jacob's Dad                      | Catherine Hardwicke / Theodore Melfi / Sam Raimi | Short film          | [ 81 ] |

### Jocuri video
| An   | Titlu                          | Rol de voce                  | Ref.   |
| ---- | ------------------------------ | ---------------------------- | ------ |
| 2000 | M&M's: The Lost Formulas       | Yellow Peanut                | [ 82 ] |
| 2007 | Spider-Man 3                   | J. Jonah Jameson             | [ 83 ] |
| 2008 | Command & Conquer: Red Alert 3 | President Howard T. Ackerman | [ 84 ] |
| 2011 | Portal 2                       | Cave Johnson                 | [ 85 ] |
| 2014 | The Legend of Korra            | Tenzin                       | [ 86 ] |
| 2015 | Lego Dimensions                | Cave Johnson                 |        |